# 奧斯通卡爾科

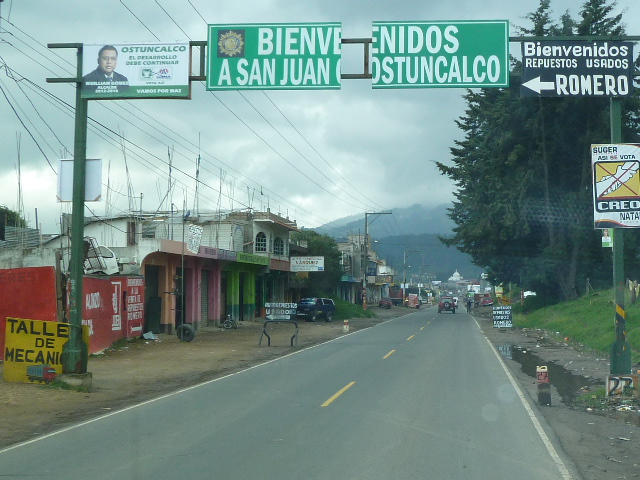

奧斯通卡爾科是危地馬拉的城鎮，由克薩爾特南戈省負責管轄，位於該國西南部，面積44平方公里，海拔高度2,551米，1765年發生的危地馬拉地震震央在該鎮附近，2002年人口41,150。
14°52′N 91°37′W / 14.867°N 91.617°W